# Ejka
La Ejka (in russo Ейка?) è un fiume della Russia siberiana orientale, affluente di destra della Tunguska Inferiore. Scorre nel Katangskij rajon dell'Oblast' di Irkutsk e nell'Ėvenkijskij rajon del Territorio di Krasnojarsk.
Il fiume ha origine da un piccolo lago nel distretto Ėvenkijskij, all'incrocio dei confini del territorio di Krasnoyarsk, della regione di Irkutsk e della Jakuzia. Dalla sorgente scorre verso est, poi verso sud, quindi scorre serpeggiante verso ovest. Scorre lungo l'altopiano della Siberia centrale in zona di permafrost. Nel corso inferiore, il fiume scorre verso sud-ovest. La Ejka ha una lunghezza di 400 km, il bacino misura 18 900 km². Sfocia nella Tunguska Inferiore a 1 235 km dalla foce. Il suo maggior affluente (da destra) è il Pirda.
Il fiume si congela a ottobre e sgela a fine maggio. È frequentato per la nautica. Non ci sono insediamenti sulle rive del fiume. Il fiume è popolato da: taimen, Brachymystax lenox e coregoni.